# Turchese (sous-marin)
Le Turchese (en français : Turquoise) est un sous-marin de la classe Perla (sous-classe de la Serie 600, en service dans la Regia Marina lancé au milieu des années 1930 et ayant servi pendant la Seconde Guerre mondiale.

## Caractéristiques
Les sous-marins de la classe Perla sont des sous-marins de petite croisière dérivés de la série Sirena, pour lesquels ils subissent une légère augmentation du déplacement et de la distance parcourue grâce aux améliorations et à l'installation de nouveaux équipements de climatisation ; des équipements plus modernes sont également installés à bord, notamment un radiogoniomètre pouvant être contrôlé depuis l’intérieur du navire. Entre les sous-marins construits à Monfalcone et ceux construites à La Spezia, il y a des différences extérieures, surtout à l'extrémité du massif.
Leur déplacement à pleine charge prévu était de 695 tonnes en surface et de 855 tonnes en immersion, mais variait quelque peu selon le sous-marin et le constructeur. Les sous-marins avaient une longueur de 60,20 m, une largeur de 6,4 m et un tirant d'eau de 4,6 m à 4,70 m.
Pour la navigation en surface, les sous-marins étaient propulsés par deux moteurs diesel Fiat, chacun entraînant un arbre porte-hélice d'une puissance totale de 675-750 ch (503-559 kW). En immersion, chaque hélice était entraînée par un moteur électrique CRDA de 400 ch (298 kW). Ces moteurs électriques étaient alimentés par une batterie d'accumulateurs au plomb composée de 104 éléments. Ils pouvaient atteindre 14 noeuds (26 km/h) en surface et 7,5 noeuds (13,9 km/h) sous l'eau. En surface, la classe Perla avait une autonomie de 5 200 milles nautiques (9 600 km) à 8 noeuds (15 km/h), en immersion, elle avait une autonomie de 74 milles nautiques (137 km) à 4 noeuds (7,4 km/h).
Les sous-marins étaient armés de six tubes lance-torpilles internes de 53,3 cm (21,0 in), quatre à l'avant et deux à l'arrière. Une torpille de rechargement était transportée pour chaque tube, pour un total de douze. Ils étaient également armés d'un canon de pont de canon OTO de 100 mm (4 pouces) pour le combat en surface. L'armement antiaérien léger consistait en une ou deux paires de mitrailleuses Breda Model 1931 de 13,2 mm (0,52 in).

## Construction et mise en service
Le Turchese est construit par le chantier naval Cantieri Riuniti dell'Adriatico (CRDA) de Monfalcone en Italie, et mis sur cale le 27 septembre 1935. Il est lancé le 19 juillet 1936 et est achevé et mis en service le 21 septembre 1936. Il est commissionné le même jour dans la Regia Marina.

## Historique
Une fois en service, le Turchese rejoint le XXXIVe Escadron de sous-marins, basé à Messine,.
De septembre 1936 à octobre 1938, il effectue plusieurs croisières d'entraînement dans les eaux du Dodécanèse et d'Italie,.
Détaché ensuite à partir d'octobre 1938 à la Flottille de l’École de Commandement, au printemps 1939 il est stationné à Cagliari et là - au sein du 72e Escadron du VIIIe Groupe de Sous-marins - il entre avec l'Italie dans la Seconde Guerre mondiale,.
Le 17 juin 1940, il part pour sa première mission en temps de guerre (sous le commandement du lieutenant de vaisseau (tenente di vascello) Gustavo Miniero) près du cap Creus, et revient deux jours plus tard sans avoir été repéré,.
Le 12 juillet, alors qu'il rentre à Cagliari après une autre mission (il est toujours commandé par Gustavo Miniero, devenu entre-temps capitaine de corvette), il repère un navire ennemi occupé à poser des mines et l'attaque en lançant trois torpilles. L'un entre elles manque la cible (qui s'éloigne alors à pleine vitesse) et les deux autres passent sous la coque sans exploser,.
Il opère ensuite au nord des côtes nord-africaines et dans le canal de Sicile, avec plusieurs missions offensives, toutes sans résultat,.
En septembre 1941, à l'occasion de l'opération britannique "Halberd" (consistant à ravitailler Malte en carburant, mais que les dirigeants italiens considèrent comme pouvant viser un bombardement naval contre la côte italienne), est déployé une embuscade défensive au sud/sud-ouest d'Ibiza, avec les sous-marins Adua et Dandolo.
Le 7 septembre 1943, dans le cadre du plan "Zeta" visant à contrer le débarquement anglo-américain prévu dans le sud de l'Italie (Opération Avalanche), il est placé en embuscade avec dix autres sous-marins dans la basse mer Tyrrhénienne, dans une zone située entre le golfe de Gaeta et le golfe de Paola.
Le lendemain, après la proclamation de l'armistice du 8 septembre 1943 (Armistice de Cassibile), il se rend à Bona où il doit capitulé devant les Alliés,. Mais à 21h27 du 11 septembre, il est attaqué par un avion allemand et touché, subissant de tels dommages qu'il doit être remorqué par une unité anglaise, à laquelle il arrive dans le port algérien à 0h02 du 13 septembre.
Après les réparations, il quitte Bona vers cinq heures de l'après-midi du 27 septembre, mais, après une courte distance, les moteurs cessent de fonctionner et le sous-marin doit être remorqué à nouveau, revenant dans cet état à Bona à 7h30 le jour suivant. Entre le 1er et le 2 octobre, il est remorqué à Bizerte et de là, à Malte, où il arrive à 10h30 le 6 octobre, amarré à Marsaxlokk.
Le 27 novembre, le Turchese a été le dernier sous-marin à quitter Malte et à retourner en Italie, une fois de plus non pas par ses propres moyens, mais remorqué par la corvette Chimera. Il arrive à Augusta, et de là, il est transféré pour être remorqué à Tarente, et enfin à Brindisi,.
Il ne sera jamais remis en service, il passe le reste de la guerre à Brindisi dans un état presque désarmé, puis il est radié de la liste de la Marine le 1er février 1948 et envoyé à la casse,.
Il avait effectué un total de 58 missions (32 offensives et 26 transferts), pour un total de 33 153 milles nautiques (61 400 km) de navigation (27 904 milles nautiques (51 678 km) en surface et 5 255 milles nautiques (9 732 km) sous l'eau),.